# Wera Fjodorowna Schmidt

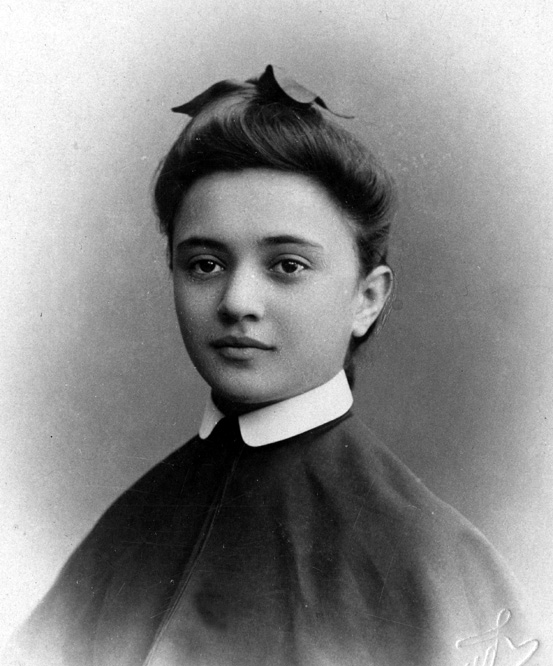
Wera Schmidt

Wera Fjodorowna Schmidt (russisch Вера Фёдоровна Шмидт, geboren 27. Juli 1889 in Starokostjantyniw; gestorben 1937 in Moskau) war eine sowjetische Psychoanalytikerin.

## Leben
Wera F. Janizkaja lebte bis 1912 in Sankt Petersburg und belegte Kurse der höheren Frauenbildung. Sie heiratete 1913 den Mathematiker Otto Juljewitsch Schmidt und begann ein Studium der Pädagogik in Kiew, das sie 1916 abschloss. Sie arbeitete nach der Oktoberrevolution von 1918 bis 1920 in der Abteilung für Schulwesen des Volkskommissariats für Bildungswesen in Moskau. 1921 eröffnete sie dort das psychoanalytische Kinderheim-Laboratorium, das sie bis 1925 leitete.
1922 war Schmidt Gründungsmitglied der Russischen Psychoanalytischen Vereinigung (RPV). Die RPV war eine Nachfolgeorganisation der „Moskauer Psychoanalytischen Gesellschaft“, die im Jahr 1911 von Leonid Drosnés und Nikolaj J. Ossipow ins Leben gerufen worden war. Von 1925 bis 1929 arbeitete Wera Fjodorowna Schmidt am Institut für höhere Nervenfunktionen der Kommunistischen Akademie in Moskau. Nach der Auflösung der RPV 1930 war sie wissenschaftliche Mitarbeiterin am Institut für experimentelle Defektologie der Akademie der Pädagogischen Wissenschaften der UdSSR. Sie starb im Alter von 48 Jahren an einem Schilddrüsenkrebs.

## Schriften (Auswahl)
- Psychoanalytische Erziehung in Sowjetrußland. Bericht über das Kinderheim-Laboratorium in Moskau. Leipzig, Wien, Zürich 1924
- Die Bedeutung des Brustsaugens und Fingerlutschens für die psychische Entwicklung des Kindes. In: Imago 12 (2/3), 1926, 377–392
- Das psychoanalytische Kinderheim in Moskau. In: Almanach des Internationalen Psychoanalytischen Verlages 1, 1926, 110–112
- Onanie bei kleinen Kindern. In: Zeitschrift für psychoanalytische Pädagogik 2, 1927/28, 153–157
- Die Entwicklung des Wisstriebes bei einem Kind. In: Imago 16 (2), 1930, 246–289
- Sämtliche Werke, Ahriman-Verlag, Freiburg i. Br., 2010, ISBN 978-3-89484-819-4